# Husby Sogn (Middelfart Kommune)
Husby Sogn ist eine Kirchspielsgemeinde (dän.: Sogn) am Ostufer des Kleinen Beltes im südlichen Dänemark. Bis 1970 gehörte sie zur Harde Vends Herred im damaligen Odense Amt, danach zur Ejby Kommune im
Fyns Amt, die im Zuge der  Kommunalreform zum 1. Januar 2007 in der
Middelfart Kommune in der Region Syddanmark aufgegangen ist.
Im Kirchspiel leben 369 Einwohner (Stand: 1. Januar 2023). Im Kirchspiel liegt die Kirche von Husby.
Nachbargemeinden sind im Norden Ørslev Sogn und im Südosten Tanderup Sogn.